# Balzsamfa
A balzsamfa mindazon fák gyűjtőneve, amelyek a különféle balzsamokat adják. Mintegy 450 faja leginkább a forró égövben honos, de néhány képviselője a mérsékelt éghajlaton és hazánkban is van. Leginkább aromás, telelő fák és cserjék, ritkábban füvek. Szűkebb értelemben a Burseraceae családba tartozó, Arábiában, Kelet-Afrikában és Kelet-Indiában termő  Commiphora-t (Balsamodendron) hívják balzsamfának.
A balzsamfa elsősorban a következőkre utalhat:
- Abies balsamea, balzsamfenyő, a kanadai balzsam forrása
- Colophospermum mopane, egy afrikai hüvelyes fa, gyantás magokkal
- Commiphora gileadensis, mekkai vagy arab balzsamfa, balzsamcserje, feltételezhetően a bibliai balzsam is ebből eredt
- Commiphora myrrha, szomáliai balzsamfa
- Daniellia oliveri, afrikai copaiba balzsamfa, a Daniellia nemzetség tagja
- Myroxylon, a perui és tolu balzsam forrása
- Populus sect. Tacamahaca, balzsamos nyárfa, amely Észak-Amerikában és Kelet-Ázsiában őshonos

## Commiphora

### Mirrhafa
A Commiphora ismertebb fajai közül a tövises ágú, 3 m magas fa vagy cserje a mirrhafa (→ C. myrrhae), amely Arábia nyugati partján és a Szomáli-félszigeten nő. Törzséből, a balzsamjáratokon át, külső sérülése nélkül is mézga folyik, amely a levegőn megkeményedik: ez a füstölésre ősidők óta használt mirha.

### Arab balzsamfa
A Vörös-tenger mellékén nő a mekkai vagy arab balzsamfa (C. gileadense vagy C. opobalsamum). A kérgéből szivárgó nagyon drága, terpentinólajszerű mekkabalzsam a környékbeliek csodaszere. Használták pl. gyomorbajok és meddőség ellen, hurutoldónak és izzasztásra stb. Gyümölcse a 20. században Magyarországon is hivatalos gyógyszer volt mint balzsamszem (carpobalsamum) vagy fabalzsam: (xylobalsamum officinalis) néven. Az illatszergyárban használatos.
A vékony ágak ráncos kérgűek, meggyújtva kellemes, de gyenge illatot árasztanak.